# SM U-1 (1909)
SM U-1 lub U-I – okręt podwodny typu U-1 z okresu I wojny światowej, zaprojektowany dla marynarki Austro-Węgier Kaiserliche und Königliche Kriegsmarine (K.u.K. Kriegsmarine) przez amerykańskiego inżyniera Simona Lake'a i zbudowany, wraz z bliźniaczym U-2, przez stocznię marynarki (Marinearsenal) w Poli, w ramach porównawczej oceny projektów obcych okrętów podwodnych.
U-1 został zwodowany w lutym 1909 roku i po ukończeniu służył do prób porównawczych. W ich trakcie okazało się, że zainstalowane silniki benzynowe nie zapewniają odpowiednich osiągów podczas pływania na powierzchni. Ostatecznie został przyjęty w skład marynarki wojennej w kwietniu 1911 roku i do wybuchu wojny służył jako jednostka szkolna. Na początku I wojny światowej U-1 znajdował się w suchym doku, czekając na nowe akumulatory i wymianę silników na wysokoprężne. Jednostka wróciła do służby jako okręt szkolny i pełniła tę rolę do października 1915 roku. Od listopada wykonywała rejsy zwiadowcze z Triestu i Poli do momentu, gdy na początku 1918 roku uznano ją za przestarzałą. Dalej pełniła funkcję szkoleniowe w bazie okrętów podwodnych na wyspie Brioni. W momencie zakończenia wojny okręt znajdował się w Poli. Został przyznany Włochom w ramach reparacji wojennych w 1920 roku i ostatecznie złomowany w Poli. Podczas działań wojennych nie odniósł żadnych sukcesów.

## Projekt i budowa
U-1 został zbudowany w ramach projektu K.u.K. Kriegsmarine, przeprowadzenia badań porównawczych konstrukcji zagranicznych okrętów podwodnych. W konkursie wzięły udział projekty Simona Lake'a, Germaniawerft i Johna Hollanda. Dowództwo marynarki austro-węgierskiej zamówiło plany jednostek typu U-1 24 listopada 1906 roku w firmie Lake Torpedo Boat Company z Bridgeport w stanie Connecticut. Obydwa okręty zostały zbudowane w stoczni marynarki wojennej (Marinearsenal) w Poli. Wodowanie odbyło się 10 lutego 1909 roku.
U-1 miał kilka cech charakterystycznych dla okrętów podwodnych projektowanych przez Lake'a, między innymi komorę dla nurków na dziobie oraz dwa wysuwane koła, które miały ułatwiać poruszanie się po dnie morza. Zastosowanie pojedynczego kadłuba cylindrycznego ze zbiornikami balastowymi powyżej linii wodnej wymagało instalacji dodatkowego balastu pod kilem dla poprawienia stateczności. Powodowało to również konieczność instalacji dodatkowych pomp mechanicznych, a sam manewr zanurzenia trwał około 8 minut. Napęd U-1 składał się z dwóch silników benzynowych służących do napędzania okrętu na powierzchni i dwóch silników elektrycznych do pływania pod wodą.
Okręt miał 30,5 m długości, 4,8 m szerokości i zanurzenie kadłuba 3,9 m. Według projektu jego wyporność wynosiła 229,7 ton na powierzchni i 248,9 ton w zanurzeniu. Został wyposażony w trzy wyrzutnie torped kal. 450 mm – dwie na dziobie i jedna na rufie – i mógł przenosić łącznie pięć torped, ale zwykle miał tylko trzy. W 1917 roku okręt otrzymał działo pokładowe kal. 37 mm L/33, które zostało jednak zdemontowane w styczniu 1918 roku. Załoga wynosiła 17 oficerów, podoficerów i marynarzy.

## Służba
Okręt został ukończony w listopadzie 1909 roku, po czym austro-węgierska marynarka prowadziła z nim próby, które trwały przez większość roku 1910. 5 kwietnia oba silniki elektryczne U-1 zostały uszkodzone w wyniku zalania w czasie rejsu próbnego. Silniki benzynowe nigdy nie rozpędziły okrętu do zakładanych w kontrakcie prędkości w czasie prób i zostały uznane za nieodpowiednie do użycia na okręcie bojowym. W rezultacie Marynarka zapłaciła jedynie za kadłub i uzbrojenie U-1 oraz wypożyczyła silniki benzynowe, zamawiając zamienne silniki Diesla w austriackiej firmie Maschinenfabrik Leobersdorf. Pomimo problemów z silnikami, U-1 i U-2 miały najlepsze wyniki w zanurzaniu i sterowności spośród wszystkich okrętów podwodnych ocenianych przez marynarkę.
U-1 oficjalnie został przyjęty do służby 15 kwietnia 1911 roku i służył jako okręt szkolny. Odbywał w tej roli do dziesięciu rejsów szkolnych na miesiąc aż do roku 1914. 13 stycznia 1914 roku okręt został przypadkowo staranowany w kanale Fasana przez krążownik SMS „Sankt Georg”. Podczas zdarzenia uszkodzony został peryskop okrętu. W momencie wybuchu I wojny światowej U-1 stał w suchym doku czekając na instalację nowych akumulatorów i silników Diesla. By pomieścić nowe silniki, okręt został wydłużony o 28 cm. Modyfikacje i nowe silniki obniżyły jego wyporność na powierzchni do 223 ton, ale zwiększyła się jego wyporność w zanurzeniu do 277,5 ton.
Po zakończeniu prac modernizacyjnych, prowadzonych od jesieni 1914 roku, na początku roku 1915 U-1 wrócił do zadań szkolnych i wykonywał je do 4 października. Od początku listopada stacjonował w Trieście i odbywał rejsy zwiadowcze z tego portu do grudnia 1917 roku, gdy został przydzielony do bazy morskiej w Poli. 11 stycznia 1918 roku został uznany za przestarzały, ale został zachowany jako jednostka szkolna w bazie okrętów podwodnych na wyspie Brioni. Koniec wojny zastał okręt w Poli. Jednostka została zezłomowana po przekazaniu Włochom w ramach reparacji wojennych w 1920 roku. U-1 nie zatopił żadnej jednostki pływającej podczas wojny.

## Dane techniczne
Po zbudowaniu
- wyporność: 229,7 t na powierzchni
248,9 t w zanurzeniu[1]
- długość: 30,5 m[1]
- szerokość: 4,8 m[1]
- zanurzenie: 3,9 m[1]
- napęd: 2 × śruby napędowe
  - 2 × silniki benzynowe, razem 720 bhp (540 kW)[10]
  - 2 × silniki elektryczne, razem 200 shp (150 kW)[10]

Uzbrojenie: 3 × 45 cm wyrzutnie torped (dwie dziobowe, jedna rufowa); zapas 5 torped, 1 × 37 mm działo pokładowe
Różnice po modernizacji
- wyporność: 223 t na powierzchni i 277,5 t w zanurzeniu[1]
- długość: 30,8 m[1]
- napęd: 2 × śruby napędowe[1]
  - 2 × silniki Diesla[1]
  - 2 × silniki elektryczne, razem 200 shp (150 kW)[1]
- prędkość:
  - 10,3 węzła na powierzchni[1]
  - 6 węzłów w zanurzeniu[1]
- zasięg:
  - 950 mil morskich z prędkością 6 węzłów na powierzchni[1]
  - 40 mil morskich z prędkością 2 węzłów w zanurzeniu

## Dowódcy
- Egon Marchetti (kwiecień – wrzesień 1911 r.)
- Otto Zeidler (wrzesień 1911 – lipiec 1913 r.)
- Narciss Blessich (lipiec 1913 – maj 1914 r.)
- Franz Nejebsy (czerwiec 1914 – grudzień 1915 r.)
- Klemens Ritter von Bezard (grudzień 1915 – maj 1916 r.)
- Franz Nejebsy (maj 1916 – styczeń 1917 r.)
- Eugen Hornyák Edler von Horn (styczeń – wrzesień 1917 r.)
- Othmar Printz (marzec 1918 – październik 1918 r.)[9]